# لو چونلونگ
لو چونلونگ (به انگلیسی: Lu Chunlong) ژیمناست زادهٔ ۸ آوریل ۱۹۸۹ میلادی اهل کشور چین است.